# Акромеланізм

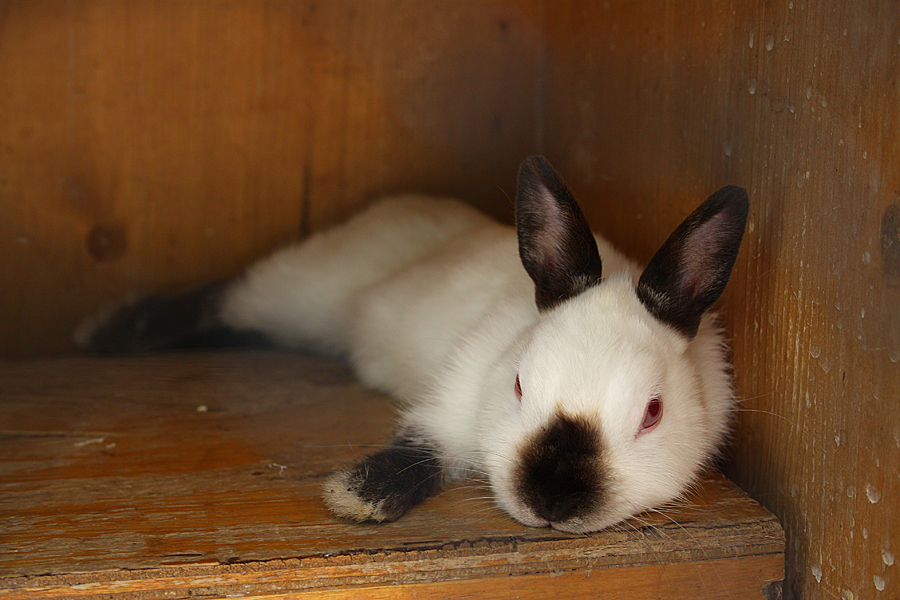

Акромеланізм (Acromelanism) — генетично обумовлений температурно-залежний тип пігментації з повним проявом тільки на кінцівках, вухах, хвості і морді і при більш світло-пофарбованої вовни на корпусі. Зустрічається у сіамських і гімалайських кішок, кроликів, щурів та ін. видів одомашнених тварин. Є формою альбінізму.
Така пігментація обумовлена тим, що забарвлення шерсті тварини обумовлений температурою. Чим нижче температура, тим темніше стає забарвлення шерсті. Тому на кінцівках, вухах, хвості і морді шерсть більш темна, а шерсть на решті частини тіла тварини світліша.